# Zaadstreng
De zaadstreng (funiculus spermaticus) bij de mens is de bundel structuren waarmee de testis met de rest van het lichaam verbonden is. Door de zaadstreng lopen een aantal structuren waaronder slagaders (arteriën), aders (venen), de zaadleider (ductus deferens), lymfevaten en zenuwen. De linker zaadstreng is vaak wat langer dan de rechter, waardoor de linker testikel meestal lager hangt. De zaadstrengen lopen elk door het betreffende lieskanaal.

## De mens

### Anatomie
De verschillende structuren in de zaadstreng worden samengehouden door een vorm van losmazig bindweefsel, wat areolair weefsel wordt genoemd. Dit type weefsel is vrij los en flexibel, maar sterk genoeg om structuren bij elkaar te houden.
De arteriën die door de zaadstreng lopen zijn de arteria testicularis, arteria cremasterica en arteria ductus deferentis. Deze arteriën verzorgen de bloedvoorziening van de zaadbal, musculus cremaster (balheffer) resp. zaadleider.
De venen komen uit de testikel en bijbal. Samen vormen ze een netwerk van bloedvaatjes, die samen de plexus pampiniformis wordt genoemd. Dit vormt de grootste massa van de zaadstreng. Na doorgang door het lieskanaal ontstaan er drie of vier venen uit deze plexus, die uiteindelijk uitmonden in de onderste holle ader.
Er lopen drie lymfevaten door de zaadstreng, dit zijn de diepe en oppervlakkige lymfevaten van de testikels en de lymfevaten van de zaadleider.
Door de zaadstreng loopt ook een plexus van zenuwvezels, die afkomstig zijn van het autonome zenuwstelsel. Ook een tak van de nervus genitofemoralis, de ramus genitalis, loopt door de zaadstreng. Een derde zenuw wordt vaak ook meegerekend, namelijk de nervus ilioinguinalis, maar loopt in feite buiten de zaadstreng. De zenuw loopt wel door het lieskanaal, waar de zaadstreng ook doorheen loopt.

### Aandoeningen van de zaadstreng
Bij draaiing van de testikel in het scrotum kan de zaadstreng soms worden afgekneld. Dit wordt torsio testis genoemd. De patiënt voelt hevige pijn, is vaak misselijk en geeft over en heeft een meestal sterk gezwollen testis. Dit is een medisch spoedgeval: de testis moet zo spoedig mogelijk worden teruggedraaid. Beide testikels worden ook vastgezet aan het scrotum (orchiopexie), om herhaling te voorkomen.

### Sterilisatie
Bij sterilisatie van de man wordt de zaadleider in de zaadstreng opgezocht en wordt hier een stukje tussenuitgehaald, waarbij de beide uiteinden worden afgebonden. Hierdoor kunnen geen zaadcellen vanuit de testis meer worden aangevoerd. Er kunnen nog wel zaadcellen aanwezig zijn in de zaadleider. Daarom wordt pas gezegd dat de man steriel is wanneer dit is vastgesteld door middel van een semenanalyse. Hiervoor zijn meestal 15-20 ejaculaties nodig.

## Planten
Het vruchtbeginsel van bloemen bestaat uit vruchtbladen met een placenta waar op een navelstreng of zaadstreng geplaatste zaadknop zicht bevindt.

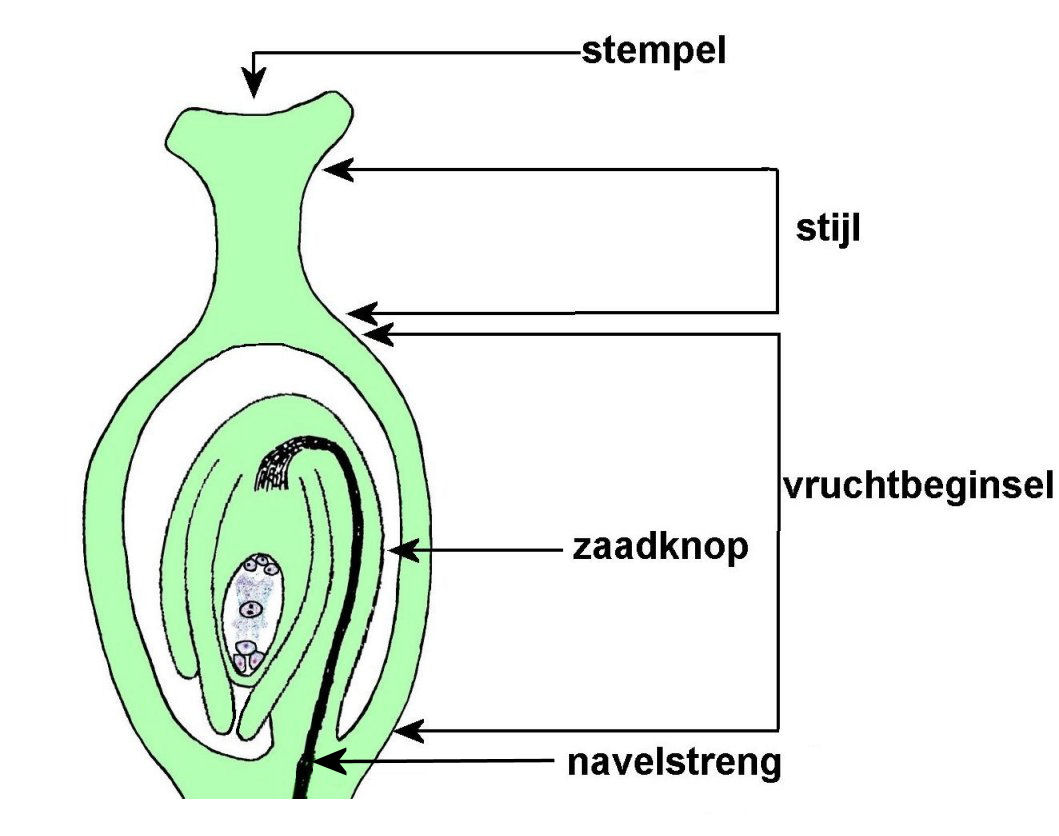
Schema van een stamper met eenhokkig vruchtbeginsel met één zaadknop.
orthotrope zaadknop 1 nucellus, 2 vaatmerk, 3 navelstreng
anatrope zaadknop 1 nucellus, 2 vaatmerk, 3 navelstreng, 4 rafe
campylotrope zaadknop 1 nucellus, 2 vaatmerk, 3 navelstreng

Na de bevruchting groeit de zaadknop verder uit. Bij rijpheid laat het zaad los van de zaadstreng, wat op het zaad zichtbaar is als navel of hilum.